# Robertus arcticus
Espèce
Synonymes
- Ctenium arcticum Chamberlin & Ivie, 1947

Robertus arcticus est une espèce d'araignées aranéomorphes de la famille des Theridiidae.

## Distribution
Cette espèce se rencontre aux États-Unis en Alaska et au Dakota du Nord et au Canada en Alberta, en Saskatchewan, au Manitoba et en Ontario,.

## Description
Le mâle holotype mesure 2,65 mm.

## Systématique et taxinomie
Cette espèce a été décrite sous le protonyme Ctenium arcticum par Chamberlin et Ivie en 1947. Elle est placée dans le genre Robertus par Levi et Levi en 1962.

## Étymologie
Son nom d'espèce lui a été donné en référence au lieu de sa découverte, l'Arctique.

## Publication originale
- Chamberlin & Ivie, 1947 : « The spiders of Alaska. » Bulletin of the University of Utah, vol. 37, no 10, p. 1-103.